# Palazzo Malaspina (Bobbio)
Il Palazzo Malaspina di Bobbio è un antico edificio storico del XII secolo situato nel centro storico della cittadina. 
È la dimora gentilizia più ampia di Bobbio, ancora di proprietà dei marchesi Malaspina, fu un tempo la residenza della nobile famiglia dei Monticelli.
L'entrata è in contrada Borgoratto e nei pressi vi è Piazza Fringuella, un tempo Porta Frangùle, la seconda porta di accesso alla città, oggi contraddistinta da un ampio porticato.

## Storia
A Bobbio, i Marchesi Malaspina ebbero uno dei loro massimi domini acquisito per investitura imperiale il 29 settembre del 1164, quando l'imperatore Federico Barbarossa ricompensò la fedeltà e il servizio militare di Obizzo Malaspina detto "il Grande" con un diploma nel quale venivano elencati corti e castelli a lui soggetti e vasti territori, un tempo di pertinenza della potente Abbazia di San Colombano, già feudo imperiale. Il diploma assegnava beni in Val Trebbia, in Lunigiana, in Val di Taro, in Valle Staffora, in Lavagna e nella valle di Sestri, oltre che in Genova; risultano inoltre beni nel comitato e città di Tortona e in quello di Milano.
Il Palazzo Malaspina era già presente nella seconda metà del XII secolo ed era la residenza della famiglia nobiliare dei Monticelli. Nella seconda metà del XVIII secolo passò alla famiglia Malaspina dopo l'estinzione della casata dei Monticelli, infatti nel 1761 morì Gian Battista Monticelli e la sua eredità andò ad Antonia Monticelli ed al marito Lodovico Malaspina.
Da documenti pare che Corrado (o Corradino) Malaspina ospitò persino Dante Alighieri all'interno del palazzo, giunto dalla Lunigiana dove era ospite di Moroello Malaspina. Egli in qualità di procuratore plenipotenziario dei Malaspina sarebbe giunto in missione diplomatica per recuperare documenti familiari e del monastero per negoziare la pace tra i Malaspina e il vescovo-conte di Luni che portò poi alla Pace di Castelnuovo.
Esternamente il palazzo si presenta in una forma severa, molto semplice e rustica, quasi a celare l'interno ampio, spazioso e ricco, che ospita eleganti ed ampi loggiati e spaziosi ambienti, arredati con grande raffinatezza. L'edificio esternamente si presenta molto semplice e circondato da un alto muro sui quattro lati, anteriormente in contrada Borgoratto vi è la facciata con il portone d'ingresso, inserito in un semplice portale barocco con una volta in mattoni. In alto una fila di finestre ellittiche che danno luce agli interni.
All'interno il palazzo si presenta complesso, subito dopo l'entrata vi è un portico ad archi a tutto sesto, con colonne e capitelli. Vi sono gallerie ampi cortili e le scuderie della famiglia. Il palazzo ha ricchi saloni con affreschi ed arredi d'epoca.
I loggiati sono di epoca più antica, mentre la parte superiore del palazzo fu sistemata a cura del marchese Antonio Maria Malaspina verso la seconda metà del XVIII secolo, su disegno dell'ing. Antonio Maria Losio di Bobbio, che progettò anche l'ampio scalone, eseguito nel 1785 da Carlo Giuseppe Calderara di Garlasco.
L’attuale proprietario è il marchese Obizzo Malaspina, unitamente al figlio Currado e alla moglie Beatrice Brichetto Arnaboldi, di antica famiglia genovese-lombarda, sorella di Letizia Moratti, conducono anche la storica azienda vitivinicola fondata nel 1772.
Il palazzo custodisce l'archivio storico nobiliare di famiglia, il cui casato risale ad Odberto I Obizzo Conte Palatino e marchese degli Obertenghi durante il regno dell'imperatore Ottone I di Sassonia (900-975) e capostipite dei Malaspina e della Casa d'Este. Successivamente la discendenza dei Malaspina si divise in due rami: quello dello Spino Fiorito e quello dello Spino Secco, il quale annovera numerosi uomini illustri dal quale discende l'attuale marchese Obizzo.
L'archivio, di fondamentale interesse per la storia dei feudi in Val Trebbia, contiene antichi documenti imperiali, monastici e dei Malaspina, e a partire dalla metá del XVI secolo venne arricchito da numerosi documenti provenienti dai feudi limitrofi. Fra i più antichi vi è un attestato di compravendita di Odberto degli Obertenghi certificato dal monastero bobbiese e il diploma dell'imperatore Federico Barbarossa con il quale conferma i domini al marchese Obizzo Malaspina il 29 Settembre del 1164.
Vi è inoltre la biblioteca storica, una raccolta libraria di estrema importanza e rarità, costituita da circa 1300 volumi di preziose edizioni antiche, tutte pubblicate prima del 1830, tra le quali un codice pergamenaceo, un incunabolo del 1497 e 100 cinquecentine, custodite in antichi armadi in legno. Sono presenti testi di opere giuridiche di letteratura classica e di filosofia, studi di botanica, agricoltura e d'ippologia, trattati di matematica, medicina ed economia, libri religiosi e di catechismo, manuali di grammatica e di geografia, opere scientifiche e storiche. Tra questi spicca l'incunabolo "Sommola di pacifica coscienza" di Pacifico da Novara, stampato a Milano nel 1497. Vi è inoltre la presenza del catalogo completo dei beni feudali e dei codici presenti anticamente nello Scriptorium del Monastero dell'Abbazia di San Colombano.
Dal cortile interno si può accedere alle antiche cantine sotterranee, dove riposano i pregiati vini prodotti dall'azienda di famiglia fondata fin dal 1772, sono aperte alla visita dei turisti e degli estimatori enologi.
Nel periodo estivo vi risiede il marchese Obizzo Malaspina con la famiglia.